# Friederikenstift (Hannover)
Das Friederikenstift ist eines der ältesten und größten Krankenhäuser in Hannover mit Sitz in der Calenberger Neustadt an der Humboldtstraße. Es entstand aus dem eingetragenen Verein Evangelisches Diakoniewerk Friederikenstift von 1841 und ist Mitglied im Diakonischen Werk in Niedersachsen. Das Friederikenstift verfügt über insgesamt 444 Betten. Seit dem 1. Januar 2016 gehört das Friederikenstift zum Konzern Diakovere und fusionierte mit dem Henriettenstift und dem Annastift zur Diakovere Krankenhaus GmbH.

## Geschichte des Friederikenstiftes

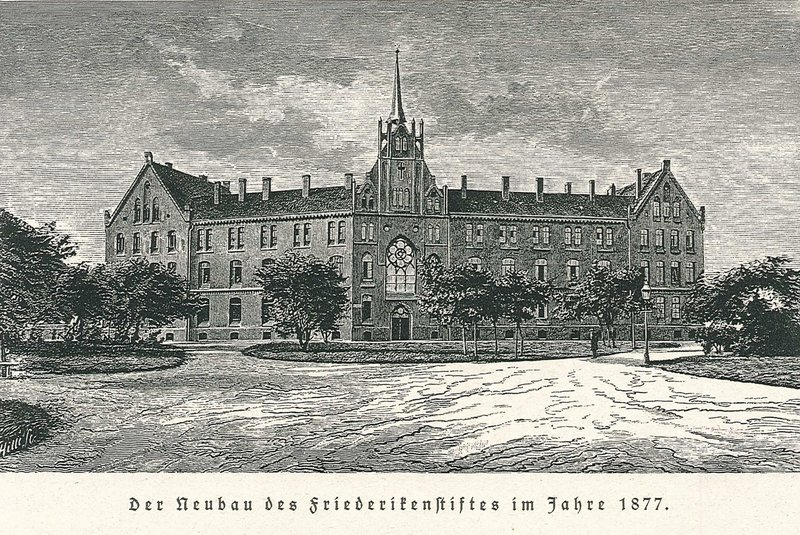
Das alte Friederikenstift mit der Kirche im Zentrum, 1877;
Kupferstich mit der Künstlersignatur v. Hille sc

Im Jahr 1840 gründeten christlich engagierte Frauen in Hannover auf Initiative von Ida Arenhold den Frauenverein für Armen- und Krankenpflege. Es war zunächst eine Selbsthilfeorganisation, die auch Einnahmemöglichkeiten schaffen sollte. Die ambulante Krankenpflege war von Beginn an Bestandteil der Vereinstätigkeiten. 1843 schenkte König Ernst August I. dem Verein den Weißhaarschen Hof. Der Hof lag damals noch am westlichen Ende der Calenberger Neustadt, vor den Befestigungsanlagen der Stadt. Die Humboldtstraße wurde erst 1870 angelegt, nach Zuschüttung der letzten Wallgräben.
Der Hof wurde 1844 nach der drei Jahre zuvor verstorbenen Königin Friederike benannt. Durch Darlehen und Kollekten konnte von 1876 bis 1877 ein größeres Krankenhaus im neugotischen Stil nach Plänen des Bauingenieurs Rudolph Berg und des Architekten Heinrich Wegener errichtet werden. Im Zuge dieser Bauphase wurde auch die erste Kirche des Friederikenstiftes errichtet. Im Ersten Weltkrieg fungierte das Haus als Lazarett; seit 1922 auch als Krankenpflegeschule. Gemeinsam mit den Berufsgenossenschaften erfolgte 1928/1929 der Aufbau einer Unfallchirurgie.
Durch die Luftangriffe auf Hannover im Zweiten Weltkrieg wurden die Gebäude schwer beschädigt; der Wiederaufbau erfolgte von 1946 bis 1951. Später wurde das Krankenhaus mit dem Bau neuer Bettenhäuser und Funktionstrakte erweitert. Auch das Grundstück der Garnisonkirche am Goetheplatz (1959/1960 abgebrochen) wurde hinzugekauft. 1961 wurde die Unfallklinik der Eisen- und Stahlberufsgenossenschaft in der Marienstraße gekauft und als zweiter Standort mit Schwerpunkt Unfallchirurgie weiterbetrieben. Seit 1968 nutzt das Friederikenstift auch das Dachenhausenpalais an der Calenberger Straße.
Die keramische Bauplastik und die beiden Figurengruppen am Eingang des Westflügels vom Friederikenstift schuf der Bildhauer Melchior von Hugo.
Um in einem wettbewerbsorientierten Gesundheitssystem bestehen zu können, schloss sich das Friederikenstift 2006 mit dem Annastift und der Henriettenstiftung zur Holding Diakonische Dienste Hannover gGmbH zusammen, die im Jahr 2016 in die Diakovere gGmbH überging.
2009 wurden auf dem ehemaligen Parkplatz an der Humboldtstraße ein zusätzlicher Neubau für 64 Betten und eine Ambulanz errichtet.
Das Krankenhaus ist akademisches Lehrkrankenhaus der Medizinischen Hochschule Hannover.

## Leitung und Geschäftsführung
Mit Stand März 2021 sind Stefan David und Thomas Kersting Geschäftsführer, zum Direktorium gehören Michael Fantini (Ärztlicher Direktor) und Sabine Mischer (Pflegedirektorin).